# Fernando Teles do Nascimento
Fernando Teles da Costa do Nascimento, Kampfnamen Txai (Tchai) und Bazuca (* 22. August 1953 in der Aldeia Maluro, Lore, Portugiesisch-Timor; † 3. März 1980 in Atelari, Laga, Osttimor), war ein osttimoresischer Freiheitskämpfer und Politiker. Er war Mitglied des Zentralkomitees der linksorientierten FRETILIN (CCF) und hatte den Rang eines politischen Adjutanten (ajunjto) inne.

## Werdegang
Txai stammt aus einfachen Verhältnissen im äußersten Osten der damaligen Kolonie Portugiesisch-Timor. Er besuchte die Schule in seinem Heimatdorf, dann die weiterführenden Schulen der Salesianern bis hin zum Colégio in Fuiloro, das er 1966 abschloss. Daraufhin erhielt Txai ein Stipendium der portugiesischen Regierung zum Studium von 1971 bis 1972. Danach beendete er sein Studium an der Escola Prática de Agrikultura D. Dinis in Lissabon. Hier schloss sich Txai 1974 dem Aktionskomitee der FRETILIN im Casa dos Timores an, zu dem auch unter anderem Vicente dos Reis und Rosa Bonaparte gehörten. Sie waren von der politischen Ausrichtung weitaus radikaler, als die FRETILIN-Gründer in der Kolonie. 1975 kehrte Txai nach Portugiesisch-Timor zurück.
Txai wurde Teil der Forças Armadas de Libertação Nacional de Timor-Leste (FALINTIL) im Widerstandssektor Leste, wo man mit einer Guerillataktik versuchte, die indonesischen Invasoren abzuwehren. Im November 1978 war Txai als Kämpfer im Abwehrkampf am Berg Matebian, wo sich eine der letzten Basen des osttimoresischen Widerstands befand. Am 24. November überrannten die Indonesier die Verteidigungsstellungen. Am 25. November ergaben sich die letzten Verteidiger. Txai konnte fliehen, kam aber dann 1980 bei einem Gefecht in Atelari ums Leben, wo man versuchte den Widerstand neu aufzubauen.

## Sonstiges
Txai war mit Cornelia Ladeira Ximenes verheiratet. Seine Eltern waren Faustino Teles und Caça Ran Tei. Fernando war der Älteste von drei Söhnen und drei Töchtern des Paares. Den Unabhängigkeitskrieg überlebte von der Familie nur die Tochter Luiza Ximenes, die Ehefrau vom heutigen osttimoresischen General Cornélio Ximenes ist. Fernandos Bruder Bento Nikki Teles, Kommandant der Subregion Laur, kam 1983 mit seinem Sohn bei Lospalos ums Leben, Bruder Faustino starb am 14. August 1985.
2006 wurde Txai postum mit dem Ordem de Dom Boaventura und 2018 mit dem Ordem de Timor-Leste (Collar) ausgezeichnet.